# ホリプロインターナショナル
株式会社ホリプロインターナショナル（HoriPro International Inc.）は、日本の芸能事務所。株式会社ホリプロ・グループ・ホールディングスの完全子会社。

## 概要
これまでホリプロ本体で行っていた音楽アーティスト・声優のマネジメント部門をホリプロ・グループ・ホールディングス100％出資の新会社として分離させて発足した。
「世界に通用するスペシャリストの創出」という企業理念のもと、世界規格で展開するタレント・アーティストの発掘・育成やコンテンツを創出を目指している。
「第36回ホリプロタレントスカウトキャラバン 次世代声優アーティストオーディション」出身者は山崎エリイを除いた全員が設立時に移籍した。

## 所属アーティスト
太字は設立時にホリプロから移籍
- 上原千果
- 大木貢祐
- 大久保麻梨子
- 大橋彩香
- OOPARTZ
- 木戸衣吹
- 清水詩音
- JUVENILE
- 涼田麗乃
- 滝澤嬉子
- 田所あずさ
- Teresa
- 仲谷涼
- 西園飛鳥
- 藤咲めぐみ
- 松島みのん
- 松永あかね
- 宮瀬愛華
- May'n
- 矢野浩二
- 弥波茉稟
- Liyuu
- 実島大喜
- RYUICHI
- 米本学仁

### 過去の所属者
- DJ YURiA
- 中村瞳子
- 和島あみ
- 巴奎依
- 茅原実里
- Machico（現所属：スタイルキューブ）
- 真白健太朗（現所属：ステイラック）
- yami
- 逢来りん
- 畠山航輔
- 二ノ宮ゆい

### 入所を取りやめた人物
- 御伽ねこむ - 所属すると一部で報じられていたが[3]、入所に至らなかった。

## Hi☆Channel
Hi☆Channel（はいちゃんねる）は、YouTubeで配信しているインターネット番組。
2020年6月にチャンネルを開設。第3金曜日にMay'nとJUVENILEがメインパーソナリティを務める『Hi☆Channel ～music seession～』を定期配信している。2021年5月までは毎月第1金曜日に所属声優が月替りで出演する生配信『Hi☆Channel』も行っていた。

### 放送回
| 年     | 月日     | タイトル                                                                                              | 出演者                                                                        | 歌唱曲                                                 |
| ------ | -------- | --- | ----------------------------------------------------------------------------- | ------------------------------------------------------ |
| 2020年 | 6月28日  | Hi☆Channel ～へごまちころいぶき～                                                                     | 田所あずさ、大橋彩香、木戸衣吹、Machico                                       |                                                        |
| 2020年 | 8月7日   | Hi☆Channel 初回特別版                                                                                 | May'n、Machico、田所あずさ                                                    |                                                        |
| 2020年 | 8月14日  | Hi☆Channel 〜 music session〜ゲスト：RYUICHI 第１回                                                   | May'n、JUVENILE、RYUICHI                                                      | FMプラシーボ(JUVENILE)、 チェリー(RYUICHI)             |
| 2020年 | 9月4日   | Hi☆Channel Happy Birthday へごのみぃ 〜衣吹を添えて〜                                                 | 大橋彩香、木戸衣吹、二ノ宮ゆい                                                |                                                        |
| 2020年 | 9月11日  | Hi☆Channel 〜 music session〜ゲスト：RYUICHI 第2回                                                    | May'n、JUVENILE、RYUICHI                                                      | セロリ (RYUICHI)、CAN YOU CELEBRATE? (May'n)           |
| 2020年 | 10月2日  | Hi☆Channel Happy Birthday あかね ～先輩からのおもてなし～                                             | Machico、大橋彩香、松永あかね                                                 |                                                        |
| 2020年 | 10月9日  | Hi☆Channel 〜music session〜ゲスト：巴奎依 第１回                                                     | May'n、JUVENILE、巴奎依                                                       | カプチーノ (巴奎依)                                    |
| 2020年 | 11月10日 | Hi☆Channel 11月生まれ、集まりました。〜Happy Birthday わたしたち〜                                    | 茅原実里、田所あずさ、木戸衣吹                                                |                                                        |
| 2020年 | 11月13日 | Hi☆Channel 〜music session〜ゲスト：巴奎依 第２回                                                     | May'n、JUVENILE、巴奎依                                                       | Lemon (JUVENILE)、I'm alright (May'n)                  |
| 2020年 | 12月4日  | Hi☆Channel あわてんぼうのサンタクロース 〜先輩へのおもてなし〜                                        | 大橋彩香、二ノ宮ゆい、逢来りん                                                |                                                        |
| 2020年 | 12月11日 | Hi☆Channel 〜music session〜ゲスト：Liyuu 第１回                                                      | May'n、JUVENILE、Liyuu                                                        | 春夢 (May'n)、カルペ・ディエム (Liyuu)                 |
| 2021年 | 1月1日   | Hi☆Channel Happy New Year はたけやま ～モー2021～                                                     | 田所あずさ、Machico、畠山航輔                                                 |                                                        |
| 2021年 | 1月8日   | Hi☆Channel 〜music session〜ゲスト：Liyuu 第２回                                                      | May'n、JUVENILE、Liyuu                                                        | プラチナ (Liyuu)、Flashlight (feat. 百合香) (JUVENILE) |
| 2021年 | 2月4日   | Hi☆Channel よぐ来だなぁ！〜バレンタインじゃけえ！〜                                                   | Machico、木戸衣吹、逢来りん                                                   |                                                        |
| 2021年 | 2月12日  | Hi☆Channel 〜music session〜ゲスト：大橋彩香＃１                                                      | May'n、JUVENILE、大橋彩香                                                     | Lovely Days (大橋彩香)、Beautiful World (JUVENILE)     |
| 2021年 | 3月5日   | Hi☆Channel 三月だ まちこ祝いて 春来たる                                                               | Machico、木戸衣吹、二ノ宮ゆい                                                 |                                                        |
| 2021年 | 3月12日  | Hi☆Channel 〜music session〜ゲスト：大橋彩香＃２                                                      | May'n、JUVENILE、大橋彩香                                                     | 猫 (大橋彩香)、空色デイズ (May'n)                      |
| 2021年 | 4月2日   | Hi☆Channel 走り出せ卯の花月！〜新生活応援生配信〜                                                     | 大橋彩香、木戸衣吹、二ノ宮ゆい                                                |                                                        |
| 2021年 | 4月9日   | 「Hi☆Channel～music session～」緊急会議！                                                             | May'n、JUVENILE                                                               |                                                        |
| 2021年 | 5月7日   | Hi☆Channel Happy Birthday おりん 〜ティーン初夏の宴〜                                                 | 松永あかね、二ノ宮ゆい、逢来りん                                              |                                                        |
| 2021年 | 5月21日  | 【リニューアル初回】May'n&JUVENILEによる「お風呂のテーマソング」リメイク！【制限時間2時間】           | May'n、JUVENILE                                                               | お風呂のテーマソング (May'n & JUVENILE)                |
| 2021年 | 6月18日  | 【名曲】「ポテトのティロリ音」をMay'n&JUVENILEがリメイク‼【爆誕】                                     | May'n、JUVENILE                                                               | ポテトをアゲNight! (May'n & JUVENILE)                  |
| 2021年 | 7月16日  | 【まさかの】「スマホの着信音」をMay'n&JUVENILEがリメイク!!【展開に】                                  | May'n、JUVENILE                                                               | はいちゃん☆SPA (May'n & JUVENILE)                      |
| 2021年 | 8月20日  | 【期待の新人】「3分クッキングの曲」をJUVENILE&澄川サラがリメイク!!【現る】                            | JUVENILE、澄川サラ                                                            | Grandma's Pavlova(澄川サラ)                            |
| 2021年 | 9月24日  | 【爆速！】JUVENILE&百合香で「徒競走のあの曲」をリメイク！？【駆け抜けろ！】                           | JUVENILE、百合香                                                              | 走れ宇宙‼                                              |
| 2021年 | 10月15日 | 【バズを】May'n & JUVENILEがハロウィンの定番ソングを制作！【狙え！】                                  | May'n、JUVENILE                                                               | かぼちゃのチャチャチャ(May'n & JUVENILE)               |
| 2021年 | 11月19日 | 【ラスト】JUVENILE & 澄川サラ ひとりアカペラに挑戦！【ティーン】                                      | JUVENILE、澄川サラ                                                            | キセキ(澄川サラ)                                       |
| 2021年 | 12月30日 | Hi☆Channel ～music session～ 2021年 年末生放送Special！                                               | May'n、JUVENILE                                                               |                                                        |
| 2022年 | 1月21日  | 【今年の恵方は】めいん＆じゅぶないる、節分そんぐ制作。【北北西】                                      | May'n、JUVENILE                                                               | 節分 ~2022ver~ (May'n & JUVENILE)                      |
| 2022年 | 2月3日   | Hi☆Channel ～music session～ 節分生放送Special！                                                      | May'n、JUVENILE、提供 でん六                                                  | せつぶんぶん！ (May'n & JUVENILE)                      |
| 2022年 | 3月18日  | 【ニンニク】May'n&JUVENILEが本気のラーメンソングを制作！【マシマシ】                                  | May'n、JUVENILE                                                               | はいちゃんラーメン (May'n & JUVENILE)                  |
| 2022年 | 4月15日  | 【必見】May'n&JUVENILEが『呼び込み君』をまさかの方向でリメイク！【必聴】                              | May'n、JUVENILE                                                               | 恋の呼び込み (May'n & JUVENILE)                        |
| 2022年 | 5月19日  | Hi☆Channel ～music session～ 生放送Special！                                                          | May'n、JUVENILE                                                               | ポテトをアゲNight!!!～MEGAサイズ～ (May'n & JUVENILE)  |
| 2022年 | 6月17日  | Hi☆Channel -music session- イベント企画会議生放送！                                                   | May'n、JUVENILE                                                               |                                                        |
| 2022年 | 7月15日  | 【夏祭り】イベントに向け、May'nとJUVENILEが楽曲制作♩【参加者必見】                                    | May'n、JUVENILE                                                               |                                                        |
| 2022年 | 9月16日  | 【前編】至高のヘッドフォン『ULTRASONE』のPRソングをMay'nとJUVENILEが制作！！                          | May'n、JUVENILE、提供 アユート                                                |                                                        |
| 2022年 | 10月20日 | 【後編】至高のヘッドフォン『ULTRASONE』のPRソングをMay'nとJUVENILEが制作！！                          | May'n、JUVENILE、提供 アユート、協力 東京スクールオブミュージック専門学校渋谷 | My ULTRASONE (May'n & JUVENILE)                        |
| 2022年 | 11月25日 | 【May'n】野球の"チャンステーマ"を本気で作ってみた！！【JUVENILE】                                     | May'n、JUVENILE                                                               | May'n チャンステーマ / May'n & JUVENILE                |
| 2022年 | 12月8日  | Hi☆Channel-music session- 『YouTube LIVE!! -12/08(木)19:00start-』                                    | May'n、JUVENILE                                                               | せつぶんぶん！ / May'n & JUVENILE                      |
| 2023年 | 1月27日  | 【チャイム音をリメイク！羽田空港でやたらと聞くあの音が!?】May'&JUVENILEの最強コンビが楽曲制作します！ | May'n、JUVENILE                                                               | 大きな羽／May'n & JUVENILE                             |
| 2023年 | 3月17日  | 『新しい絵描き歌を考えよう！！』May'n&JUVENILEの最強コンビが楽曲制作します！                          | May'n、JUVENILE                                                               | ナポレオンフィッシュ／May'n & JUVENILE                 |
| 2023年 | 4月21日  | 『歌うだけで必要なことが覚えられる歌を作ろう！』May'n&JUVENILEの最強コンビが楽曲制作します！          | May'n、JUVENILE                                                               | 祝日の歌／May'n & JUVENILE                             |
| 2023年 | 5月19日  | 『肝油ドロップ最強』May'n&JUVENILEの最強コンビが楽曲制作します！                                      | May'n、JUVENILE                                                               | 肝油ドロップ最強／May'n & JUVENILE                     |
| 2023年 | 6月18日  | 〜パパイヤ〜の歌の前編『パパイヤ-1997-』May'n&JUVENILEの最強コンビが楽曲制作します！                  | May'n、JUVENILE                                                               | パパイヤ-1997-／May'n & JUVENILE                       |
| 2023年 | 6月23日  | 〜パパイヤ〜の歌の後編『パパイヤ-2023-』May'n&JUVENILEの最強コンビが楽曲制作します！                  | May'n、JUVENILE                                                               | パパイヤ-2023-／May'n & JUVENILE                       |